# إم في كيب راي
إم في كيب راي هي سفينة بحرية تابعة للبحرية الأمريكة، تم بناؤها في عام 1977. في البداية كانت تُعرف باسم إم في سعودي مكة ثم إم في سيسبيد آسيا قبل أن يتم تغيير اسمها إلى إم في كيب راي. تتمتع السفينة بقدرة على حمل 1315 حاوية، ولديها دافعات أمامية وخلفية مخصصة للدحرجة..
في 29 أبريل 1994، تم الاستيلاء على السفينة وتحويلها إلى ملكية البحرية الأمريكية. تُستخدم السفينة حاليًا بشكل أساسي لنقل المركبات والآليات إلى مناطق الحرب من الولايات المتحدة، مما يجعلها جزءًا حيويًا من قدرات الدعم اللوجستي للجيش الأمريكي. تضم السفينة أيضًا أنظمة متطورة لتوفير الحماية والقدرة على التنقل في المياه الدولية.
تمتاز إم في كيب راي بمرونتها العالية في النقل والقدرة على التحمل، مما يجعلها عنصرًا مهمًا في العمليات العسكرية البحرية لنقل المعدات الثقيلة من أجل دعم العمليات العسكرية في مناطق النزاع.

## تدمير الأسلحة السورية
لعبت سفينة إم في كيب راي دورًا محوريًا في تدمير مخزون سوريا المعلن من الأسلحة الكيميائية في عام 2014، تحت قيادة ريك جوردان. حيث رفضت العديد من الدول استقبال الأسلحة الكيميائية السورية لتدميرها على أراضيها، مما جعل كيب راي الخيار المتاح لتنفيذ هذه المهمة. كانت السفينة مجهزة بنظامين للتحلل المائي، وهما منشآت محمولة قادرة على التخلص من المركبات الكيميائية.
يعمل هذا النظام على تفكيك المركبات الكيميائية باستخدام المياه، حيث يتم تحويل المواد السامة إلى مكونات أقل سمية. والنتيجة هي تدمير المركبات الكيميائية بنسبة تتجاوز 99%، مع تقليص تأثيرها السام إلى مستويات مماثلة لتلك التي يتم التعامل معها في القطاع الصناعي. هذه العملية كانت جزءًا من الجهود الدولية لتدمير الأسلحة الكيميائية من أجل الحد من خطر استخدامها في النزاعات المستقبلية.
في 16 يناير 2014، صرح وزير البنية التحتية والنقل الإيطالي، ماوريتسيو لوبي، أن سفينة إم في كيب راي ستنقل 530 طنًا من المواد المستخدمة في صناعة الأسلحة الكيميائية إلى ميناء جيويا تاورو في كالابريا بإيطاليا. وقد تم تحديد أن عمليات التدمير ستقتصر على المركبات الكيميائية الأكثر خطورة، وهي المواد التي تُستخدم في تصنيع غاز الخردل وغاز السارين. وكان البنتاجون قد قدر كمية هذه المركبات بحوالي 700 طن.